# Alina Astafeiová
Alina Astafeiová (do roku 1995 Galina Astafeiová; * 7. června 1969 Bukurešť, Rumunská socialistická republika) je bývalá rumunská a později německá atletka, stříbrná olympijská medailistka, halová mistryně světa a dvojnásobná halová mistryně Evropy ve skoku do výšky

## Kariéra

### Mezinárodní úspěchy
V roce 1986 získala na prvním ročníku MS juniorů v atletice v Athénách stříbrnou medaili. O rok později získala stříbro také na juniorském mistrovství Evropy v Birminghamu. V roce 1988 se stala v kanadském Sudbury juniorskou mistryní světa a reprezentovala na letních olympijských hrách v jihokorejském Soulu, kde ve finále překonala 193 cm a obsadila 5. místo. O rok později vybojovala v nizozemském Haagu výkonem 196 cm titul halové mistryně Evropy a získala zlatou medaili na světové letní univerziádě v Duisburgu.
V roce 1990 brala bronz na halovém ME ve skotském Glasgow a na evropském šampionátu ve Splitu skončila v kvalifikaci. Na letních olympijských hrách 1992 v Barceloně získala stříbrnou medaili, když skočila napoprvé rovné dva metry. Olympijskou vítězkou se stala Němka Heike Henkelová, která překonala 202 cm a bronz brala Ioamnet Quinterová z Kuby. V roce 1993 skončila na halovém MS v Torontu i na světovém šampionátu ve Stuttgartu těsně pod stupni vítězů, na 4. místě.
Na následujícím halovém MS 1995 v Barceloně již jako reprezentantka Německa ve finále jako jediná překonala dvoumetrovou hranici a výkonem 201 cm získala titul halové mistryně světa. Na MS v atletice 1995 v Göteborgu získala stříbrnou medaili, když překonala 199 cm. Ve finále nestačila jen na Bulharku Stefku Kostadinovovou, která skočila 201 cm. V roce 1996 se ve Stockholmu podruhé v kariéře stala halovou mistryní Evropy a skončila pátá na letních olympijských hrách v Atlantě. V roce 1998 získala stříbrnou medaili na halovém ME ve Valencii, bronzovou medaili na evropském šampionátu v Budapešti, obsadila druhé místo na evropském poháru v Petrohradu a skončila šestá na světovém poháru v jihoafrickém Johannesburgu.

### Domácí úspěchy
Alina Astafeiová je čtyřnásobnou mistryní Německa na dráze z let 1995 (198 cm), 1996 (194 cm), 1998 (188 cm) a 2001 (184 cm). Stejný počet titulů vybojovala v letech 1995–1998 i v hale , přičemž nejvýše skočila v roce 1995, to překonala laťku ve výšce 198 cm. Kromě titulů z Německa má tato bývalá atletka i čtyři tituly na dráze v barvách Rumunska, které pocházejí z let 1986 (193 cm), 1988 (192 cm), 1989 (190 cm) a 1992 (197 cm).
V Německu závodila za atletický oddíl USC Mainz a od roku 1998 za MTG Mannheim.

### Osobní rekordy
Dvoumetrovou hranici a vyšší zdolala celkově dvacetkrát (desetkrát v hale, desetkrát pod širým nebem).
- hala – 204 cm – 3. března 1995, Berlín
- venku – 201 cm – 27. května 1995, Wörrstadt